# Psidium nannophyllum
Psidium nannophyllum är en myrtenväxtart som beskrevs av Brother Alain. Psidium nannophyllum ingår i släktet Psidium och familjen myrtenväxter. Inga underarter finns listade i Catalogue of Life.